# 埼玉県歯科医師会
一般社団法人埼玉県歯科医師会（さいたまけんしかいしかい 英: Saitama Dental Association）は、埼玉県の歯科医師を会員とする法人。さいたま市浦和区に本部を置く。

## 郡市歯科医師会
- 浦和歯科医師会 - さいたま市浦和区常盤6-4-18 さいたま市浦和区役所保健センター内
- 大宮歯科医師会 - さいたま市大宮区下町3-47
- 与野歯科医師会 - さいたま市中央区本町東4-4-3 さいたま市中央区役所保健センター内
- 川口歯科医師会
- 川越市歯科医師会
- 熊谷市歯科医師会
- 北足立歯科医師会
- 朝霞地区歯科医師会
- 蕨戸田歯科医師会
- 入間郡市歯科医師会
- 所沢市歯科医師会
- 比企郡市歯科医師会
- 秩父郡市歯科医師会
- 本庄市児玉郡歯科医師会
- 大里郡市歯科医師会
- 北埼玉郡市歯科医師会
- 埼葛歯科医師会
- 越谷市歯科医師会
- 東埼玉歯科医師会